# The Good, the Bad & the Queen (album)
The Good, the Bad & the Queen è l'album di debutto dell'omonimo supergruppo, pubblicato il 22 gennaio 2007. Il lavoro è stato registrato negli studi Townhouse Studios e Studio 13 di West London, e si avvale della preziosa produzione di Danger Mouse. Si tratta di un concept album le cui canzoni ruotano intorno al tema della vita moderna nella capitale inglese.

## Tracce
1. History Song – 3:06
2. 80's Life – 3:28
3. Northern Whale – 3:54
4. Kingdom Of Doom – 2:42
5. Herculean – 3:59
6. Behind The Sun – 2:38
7. The Bunting Song – 3:47
8. Nature Springs – 3:10
9. A Soldier's Tale – 2:30
10. Three Changes – 4:15
11. Green Fields – 2:26
12. The Good, The Bad & The Queen – 7:00

## Formazione
- Damon Albarn – tastiere, voce
- Paul Simonon – basso, voce
- Simon Tong – chitarra
- Tony Allen – batteria